# Naufrágio do Sewol
O Naufrágio do MV Sewol foi um acidente marítimo ocorrido na Coreia do Sul em 16 de abril de 2014 às 8h58min (horário local), 11h58min UTC. O ferry Sewol transportava cerca de 476 pessoas, sendo na sua maioria estudantes e professores da  Escola Secundária Danwon em Ansan, localidade próxima de Seul,  que iam da cidade de Incheon à ilha de Jeju. Várias pessoas foram resgatadas por embarcações próximas, somente após 30 minutos a Guarda Costeira da Coreia do Sul e navios com helicópteros chegaram ao local. Passageiros relataram para a imprensa local que os tripulantes os instruíram para permanecerem sentados após a balsa começar a adernar. Uma das 164 pessoas resgatadas até a tarde de quarta-feira Lim Hyung-mi fez um relato do ocorrido:
| “ | Ouvi um grande golpe e o barco começou logo a se inclinar, Alguns dos meus amigos caíram no chão e começaram a sangrar. Pulamos na água e nos resgataram. — contou o estudante, já em uma ilha próxima do local. — A água estava muito gelada. Só pensava que queria viver. | ” |
|   | — Lim Hyung-mi. |   |

Outro resgatado Kim Seong-Muk disse à televisão local:
| “ | As pessoas estavam tentando subir para o convés superior, mas era muito difícil com o barco inclinado — afirmou Kim Seong-Muk, um dos resgatados. — Os passageiros gritavam ‘quebrem as janelas’, mas o nível da água subiu muito rápido, e muitos não conseguiram escapar. | ” |
|   | — Kim Seong-Muk. |   |

## Causas
A Guarda Costeira da Coreia do Sul, determinou como possível causa a mudança súbita de direção e o deslocamento da carga para um dos lados da balsa. Contudo outras fontes tem comentado sobre as causas do acidente.

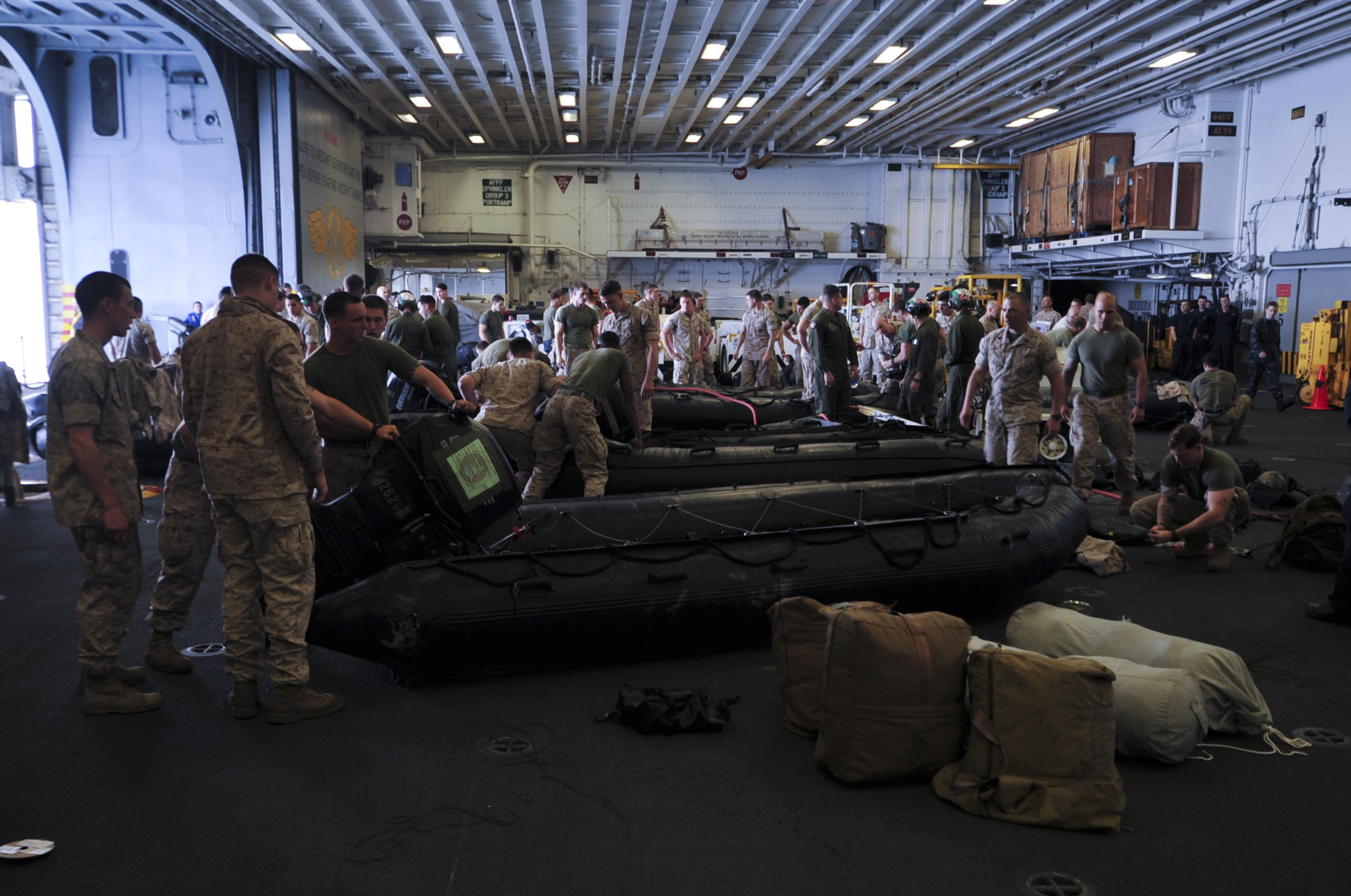
Fuzileiros Navais americanos fazendo preparativos para resgate das vitimas do Sewol. Estão a bordo do navio de assalto anfíbio USS Bonhomme Richard (LHD-6).

## Sobre a balsa
O Sewol é uma balsa de 6 825 t, 146 metros (479 pés) de comprimento e 22 metros (72,2 pés) de largura, construída no Japão em 1994 pela empresa Hayashikane Dockyard Co e tinha capacidade para 921 passageiros, 35 tripulantes, 180 veículos e containers de 20 pés (6,10 metros).

## Mortes
Foram 304 mortes e 9 desaparecidos até 4 de novembro de 2016.

## Resgate da balsa
Após 2 anos e 11 meses a balsa Sewol foi removida da água. Foram encontrados restos mortais de uma das vítimas desaparecidas que ainda serão analisados, mas ainda existem nove corpos que nunca foram encontrados.